# Eliodoro di Emesa
Eliodoro di Emesa (in greco antico: Ἡλιόδωρος?, Hēliódōros; Emesa, ... – ...; fl. III o IV secolo) è stato uno scrittore greco antico autore di un romanzo in dieci libri, le Etiopiche (noto anche col titolo Teagene e Cariclea).

## Biografia
Sulla sua vita si hanno poche e incerte notizie.
Si sa solamente che proveniva dalla città siriana di Emesa (l'odierna Homs), da una famiglia di sacerdoti del dio Sole, che proprio a Emesa aveva il suo principale centro di culto, anche perché il nome Ἡλιόδωρος in greco significa dono del sole ed egli stesso, alla fine del romanzo, scrive:
(trad. A. D'Andria)
Considerato di tendenze neopitagoriche, forse si è convertito al Cristianesimo in età avanzataː infatti Socrate Scolastico parla di un certo Eliodoro vescovo di Tricca, in Tessaglia, anche come autore di libri d'amore che avrebbe scritto in gioventù che, quando dovette scegliere fra il disconoscerli o il rassegnare le dimissioni dall'episcopato, preferì dimettersi da quest'ultimo in favore del romanzo.

## Etiopiche
L'opera narra gli amori della figlia del re d'Etiopia Cariclea e del greco Teagene attraverso varie disavventure e narrazioni eccentriche, ed è stata sempre considerata come uno dei migliori romanzi greci conservatisi.
Cariclea nasce dai sovrani di Etiopia ma viene abbandonata dalla madre subito dopo la nascita perché di carnagione bianca; viene affidata al greco Caricle, sacerdote di Apollo a Delfi, e Cariclea stessa diventa sacerdotessa di Artemide, sorella di Apollo. A una festa a Delfi si innamora di Cariclea, ricambiato, il bellissimo Teagene, discendente di Achille: i due sono protetti da Calasiris, sacerdote di Iside, che per ammonimento divino li porta in Egitto, dove però vengono separati; morto Calasiris, scoppia la guerra tra egiziani e etiopi e i due ragazzi vengono fatti prigionieri e portati davanti a Idaspe, re di Etiopia. Qui, mentre stanno per essere sacrificati agli dei, avviene il riconoscimento: Teagene e Cariclea possono essere uniti in matrimonio e diventano infine sacerdoti rispettivamente di Helios e Selene.
La linearità della trama principale è rotta da lunghe analessi e digressioni notevoli; tanto che ad alcuni lettori odierni l'opera è apparsa troppo dispersiva, con poca fluidità e scorrevolezza sintattica nella narrazione, anche a causa di un lavoro di rielaborazione linguistica portato a termine dall'autore, che tenta di amalgamare termini tratti dalla tragedia, ἅπαξ e vocaboli della koinè.
Lo stile risultava invece piacevole e fluido al lettore antico e ancora nel Medioevo bizantino, come scrive il Patriarca di Costantinopoli Fozio nel IX secolo:
(Fozio, Biblioteca, codice 73.)
Per quanto riguarda invece l'Europa occidentale, la sua riscoperta si ebbe grazie a varie traduzioni rinascimentali nel corso del '500. Jacques Amyot lo tradusse in francese nel 1547, mentre varie traduzioni italiane furono stampate più volte (1556, 1560, 1586) da Gabriele Giolito de' Ferrari a Venezia. Nel 1551 il gesuita polacco Stanislaw Warszewicki tradusse l'originale greco in un latino "semplice e chiaro"; l'edizione, stampata a Basilea, fornì la base per molte versioni in lingue moderne, tra le quali quella inglese di Thomas Underdowne (1569?), che esercitò un'enorme influenza sulla letteratura elisabettiana. Tramite le summenzionate traduzioni, l'opera esercitò il suo influsso anche su Tasso, Cervantes e sulla letteratura francese del seicento.

## Edizioni italiane delleEtiopiche
- Le Etiopiche, edizione critica a cura di Aristide Colonna, 1938; trad. di Fiorenza Bevilacqua, Introduzione, note e cura di A. Colonna, Collezione Classici Greci, Torino, UTET, 1987, ISBN 978-88-020-4113-1; Collana I Classici greci e latini n.1, Milano, TEA, 1990, ISBN 978-88-781-9146-4.
- Storie d'avventura antiche. Cherea e Calliroe. Storie etiopiche. Metamorfosi, trad. di Onofrio Vox, Collana Storia e Civiltà, Bari, Dedalo, 1987.
- Le Etiopiche, trad. e note di A. Angelini, in Il romanzo antico greco e latino, a cura di Q. Cataudella, Firenze, Sansoni, 1993, pp. 617–909.
- Le Etiopiche. Vol. I. Libri I-IV, a cura di Silvia Montiglio, Collezione Scrittori greci e latini, Milano, Fondazione Lorenzo Valla-Mondadori, 2023, ISBN 978-88-047-6483-0.
- Le Etiopiche. Vol. II. Libri V-X, a cura di Silvia Montiglio, Collezione Scrittori greci e latini, Milano, Fondazione Lorenzo Valla-Mondadori, 2024, ISBN 978-88-047-8240-7.